# Zakspeed
Zakspeed va ser un constructor de cotxes de competició alemany que va arribar a disputar curses a la Fórmula 1.
L'equip va ser fundat per Erich Zakowski l'any 1968 i tenia la seu a Niederzissen, prop del circuit de Nürburgring.
Va debutar a la F1 el 21 d'abril del 1985 al GP de Portugal, disputant setanta-quatre curses entre les temporades 1985 i 1989.
L'equip va prendre part en un total de setanta-quatre curses (amb cent trenta-quatre monoplaces), aconseguint una cinquena posició com millor classificació en una cursa i assolint dos punts pel campionat del món de constructors.

## Resum
| Curses:  | Victòries: | Pòdiums: | Poles: | Voltes ràpides: | Punts: |
| -------- | ---------- | -------- | ------ | --------------- | ------ |
| 74 (134) | 0          | 0        | 0      | 0               | 2      |